# 1819 год в литературе

## Книги
- «Айвенго» (англ. Ivanhoe) — приключенческий исторический роман Вальтера Скотта.
- «Крошка Цахес, по прозванию Циннобер» — повесть-сказка Э. Т. А. Гофмана.
- «La Belle Dame sans Merci» — баллада английского поэта-романтика Джона Китса (опубликована в 1820).
- «Дон Жуан» — сатирическая поэма лорда Байрона. Опубликованы (анонимно) две первые главы. Байрон продолжал дописывать это произведение до самой смерти (1824), написав 16 глав, и оставив неоконченной 17-ю.
- «Вампир» — первое в художественной литературе произведение о вампире авторства Джона Полидори.

## Родились
- 8 февраля — Джон Рёскин, британский писатель и художественный критик (умер в 1900[1]).
- 31 мая — Уолт Уитмен, американский поэт (умер в 1892).
- 9 июля — Джузеппе Де-Спукес, итальянский писатель, поэт, переводчик (умер в 1884).
- 19 июля — Готфрид Келлер, швейцарский писатель, писал на немецком языке (умер в 1890).
- 24 июля — Джозайя Гилберт Холланд (ум. 1881), американский поэт, писатель, редактор журнала «Scribner's Monthly»[англ.].
- 1 августа — Герман Мелвилл, американский писатель (умер в 1891).
- 22 ноября — Джордж Элиот (настоящее имя Мэри Энн Эванс), английская писательница (умерла в 1880).
- 30 декабря — Теодор Фонтане, немецкий писатель (умер в 1898).
- Адольф Пихлер, австрийский писатель и натуралист (умер в 1900).

## Умерли
- 29 июля — Христиан Левин Зандер, датский и немецкий писатель (родился в 1756).
- 29 июля — Фридрих-Готтлиб Ветцель, немецкий писатель, поэт и драматург, журналист (родился в 1779).